# Jupa
La jupa és una peça de vestit d'home, que es portava als segles XVIII i xix i que cobria des del coll fins a la cinta o un poc més avall, amb faldons. El nom ve de l'àrab jubba, ‘túnica llarga fins als genolls' que en català antic es designava com a aljuba. També pot designar dialectalment el jac o americana (Ripoll, Garrigues)